# میچیرو شیمادا
میچیرو شیمادا (انگلیسی: Michiru Shimada; ۱۹ مهٔ ۱۹۵۹ – ۱۵ دسامبر ۲۰۱۷) فیلم‌نامه‌نویس اهل ژاپن بود.